# Srdce pro Václava Havla (Kurt Gebauer)
Srdce pro Václava Havla je ocelová plastika umístěná na náměstí Václava Havla (dříve piazzetta Národního divadla) v Novém Městě v Praze 1. Autorem díla je akademický sochař Kurt Gebauer.

## Popis, smysl a historie díla
V roce 2012 bylo na stejném místě vystaveno jiné voskové Srdce pro Václava Havla od Lukáše Gavlovského a Romana Švejdy, které je umístěné v Litomyšli.
Srdce pro Václava Havla vzniklo jako dílo k uctění památky bývalého disidenta, umělce a prezidenta Československa a České republiky Václava Havla. Bylo instalováno u příležitosti Havlových nedožitých 80. narozenin v rámci mezinárodního divadelního festivalu dne 4. října 2016. Podnět k dílu dali vdova a herečka Dagmar Havlová a ředitel Národního divadla Jan Burian.
Ústředním motivem je nakloněné červené srdce umístěné na zemi a zdi. Na srdci jsou vyryty nápisy a nad ním je umístěn podpis Václava Havla. Vedle se nachází tři kovové drátěné plastiky srdcí. V noci je dílo nasvíceno. Pamětní místo doplňuje kovová deska vsazená do dlažby s textem:
| „ | NÁRODNÍ DIVADLO VIZE 97 SRDCE PRO VÁCLAVA HAVLA BYLO INSTALOVÁNO U PŘÍLEŽITOSTI NEDOŽITÝCH OSMDESÁTÝCH NAROZENIN PRVNÍHO PREZIDENTA ČESKÉ REPUBLIKY VÁCLAVA HAVLA Z INICIATIVY JEHO MANŽELKY DAGMAR HAVLOVÉ A JANA BURIANA, ŘEDITELE NÁRODNÍHO DIVADLA. ARTEFAKT, SESTÁVAJÍCÍ Z ČERVENÉHO SPECIÁLNĚ NASVÍCENÉHO SRDCE A DVOU KLECOSRDCÍ, VYTVOŘIL AKADEMICKÝ SOCHAŘ KURT GEBAUER. PROJEKT REALIZOVALO NÁRODNÍ DIVADLO A NADACE DAGMAR A VÁCLAVA HAVLOVÝCH VIZE 97. | “ |

## Další informace
Místo je celoročně volně přístupné. Poblíže, u Divadelní ulice, se nachází bronzová socha Znovuzrození.

## Galerie

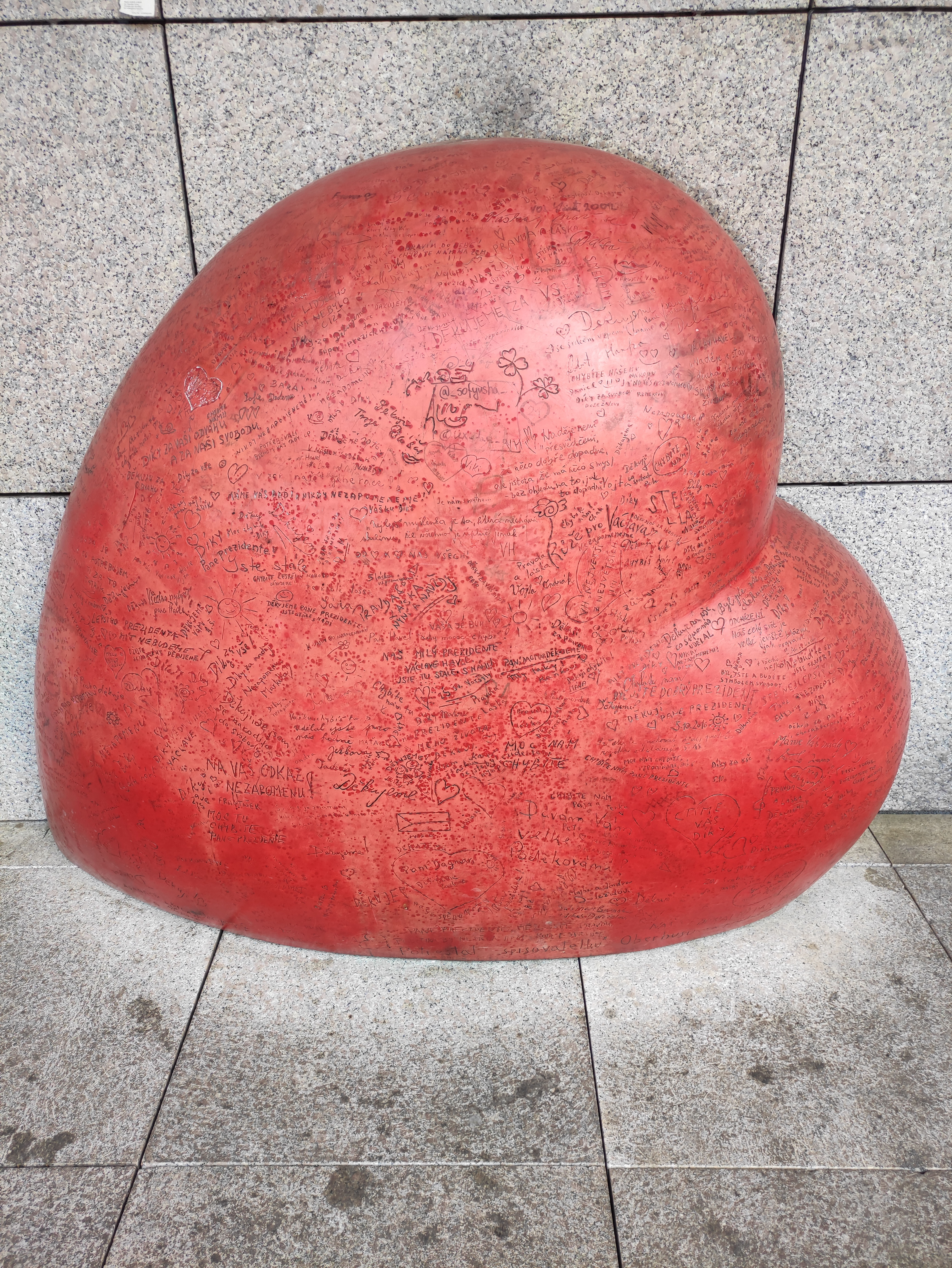
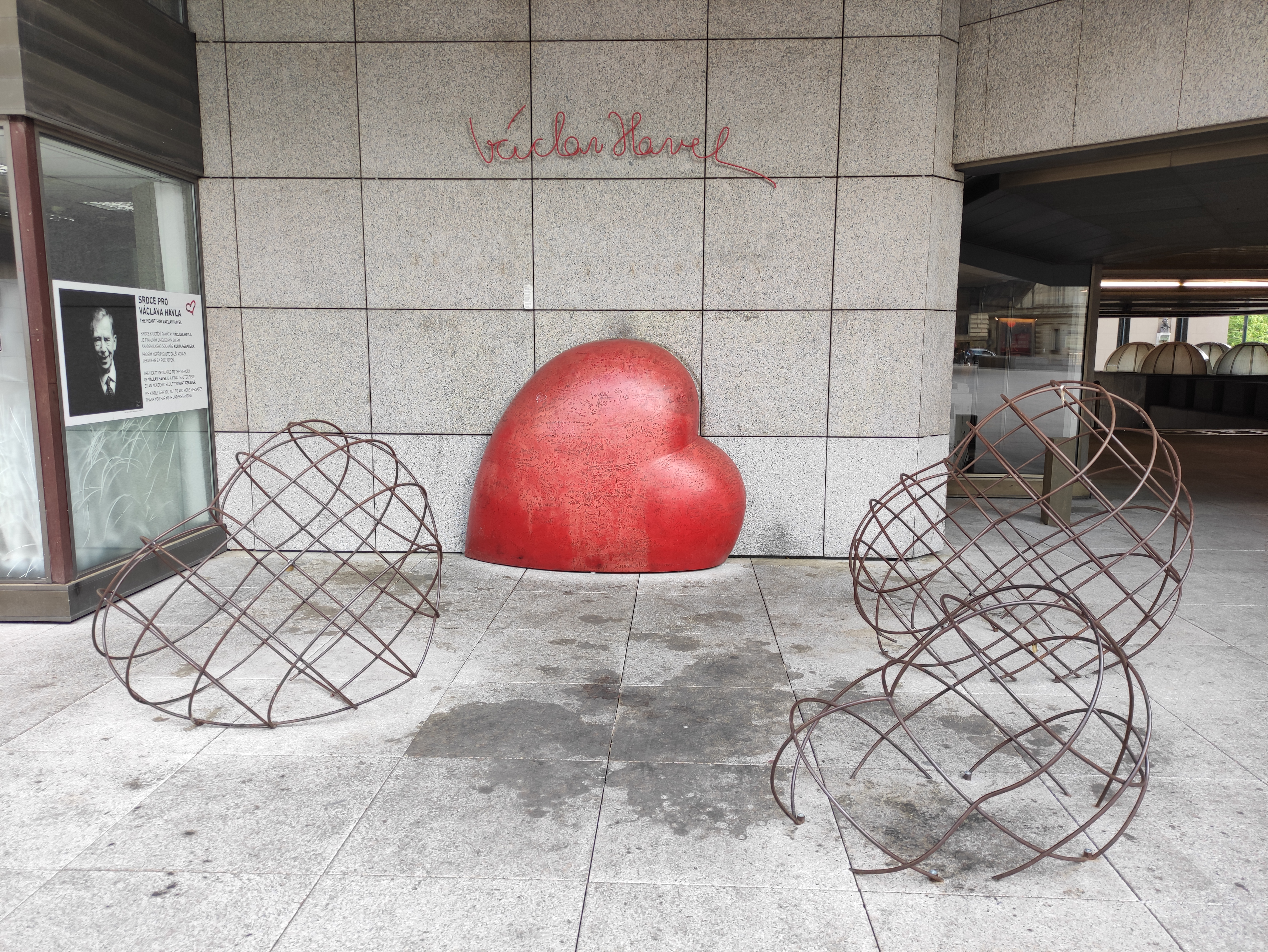
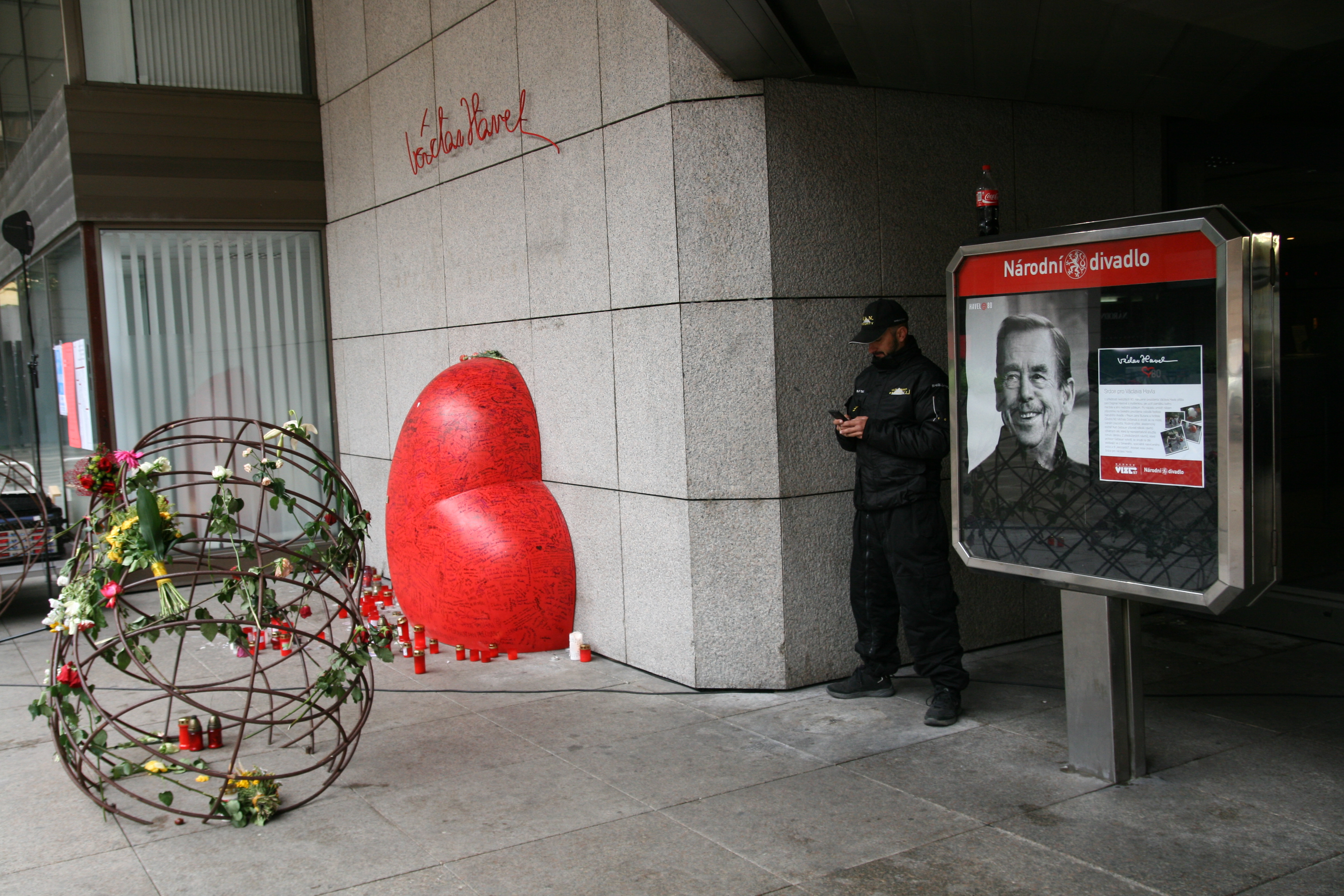
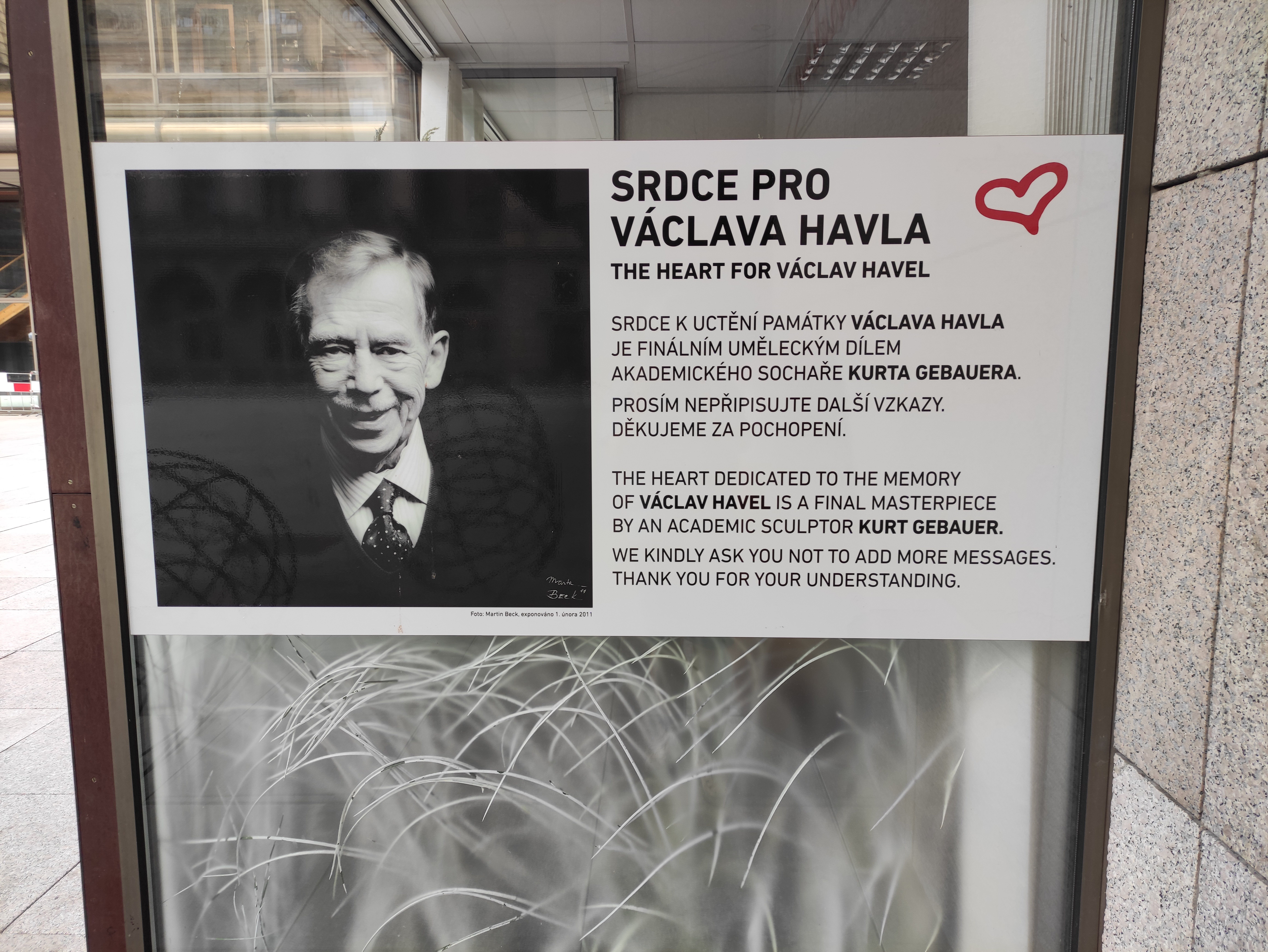
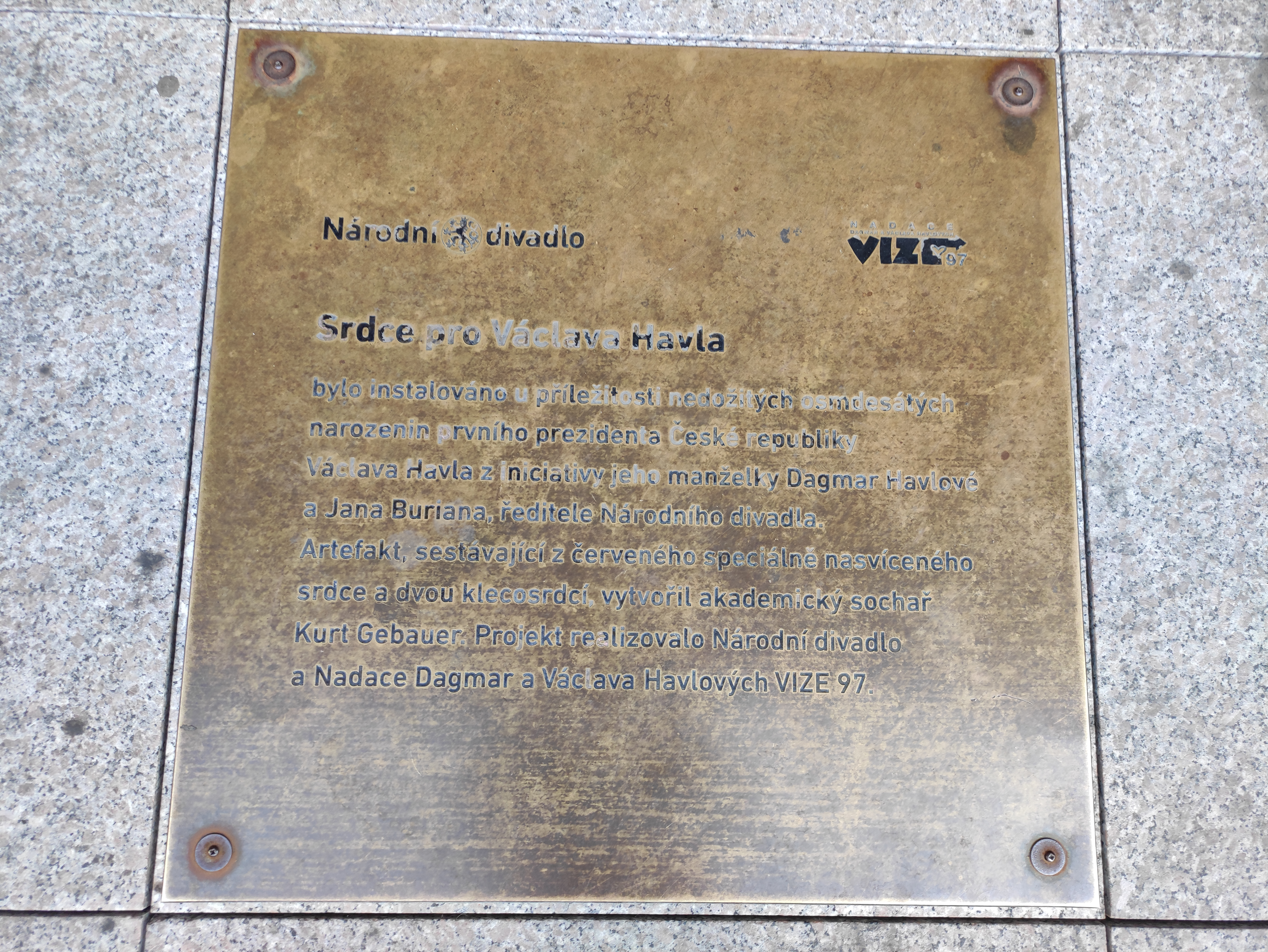